# Börje Tapper
Börje Karl-Anders Tapper (ur. 19 maja 1922 w Malmö, zm. 8 kwietnia 1981 tamże) – szwedzki piłkarz występujący na pozycji napastnika, reprezentant Szwecji w latach 1945–1948.

## Kariera
W latach 1947–1951 wystąpił w 4 meczach reprezentacji Szwecji i zdobył siedem bramek, w tym aż pięć w debiucie z Finlandią 30 września 1945. Znajdował się w kadrze brązowych medalistów mistrzostw świata w Brazylii. Przez większość kariery występował w klubie Malmö FF, wywalczył z nim trzy tytuły mistrza kraju (1943/44, 1948/49, 1949/50). W latach 1950–1951 był zawodnikiem Genoa CFC, gdzie podpisał zawodowy kontrakt. Po powrocie do kraju, ze względu na odrzucenie przez niego amatorskiego statusu na rzecz gry w Serie A, zmuszony był zakończyć karierę.

## Życie prywatne
Jego syn Staffan także był piłkarzem i reprezentantem kraju.

## Sukcesy
Malmö FF
- mistrzostwo Szwecji: 1943/44, 1948/49, 1949/50
- Puchar Szwecji: 1944, 1946, 1947